# 管弦樂團

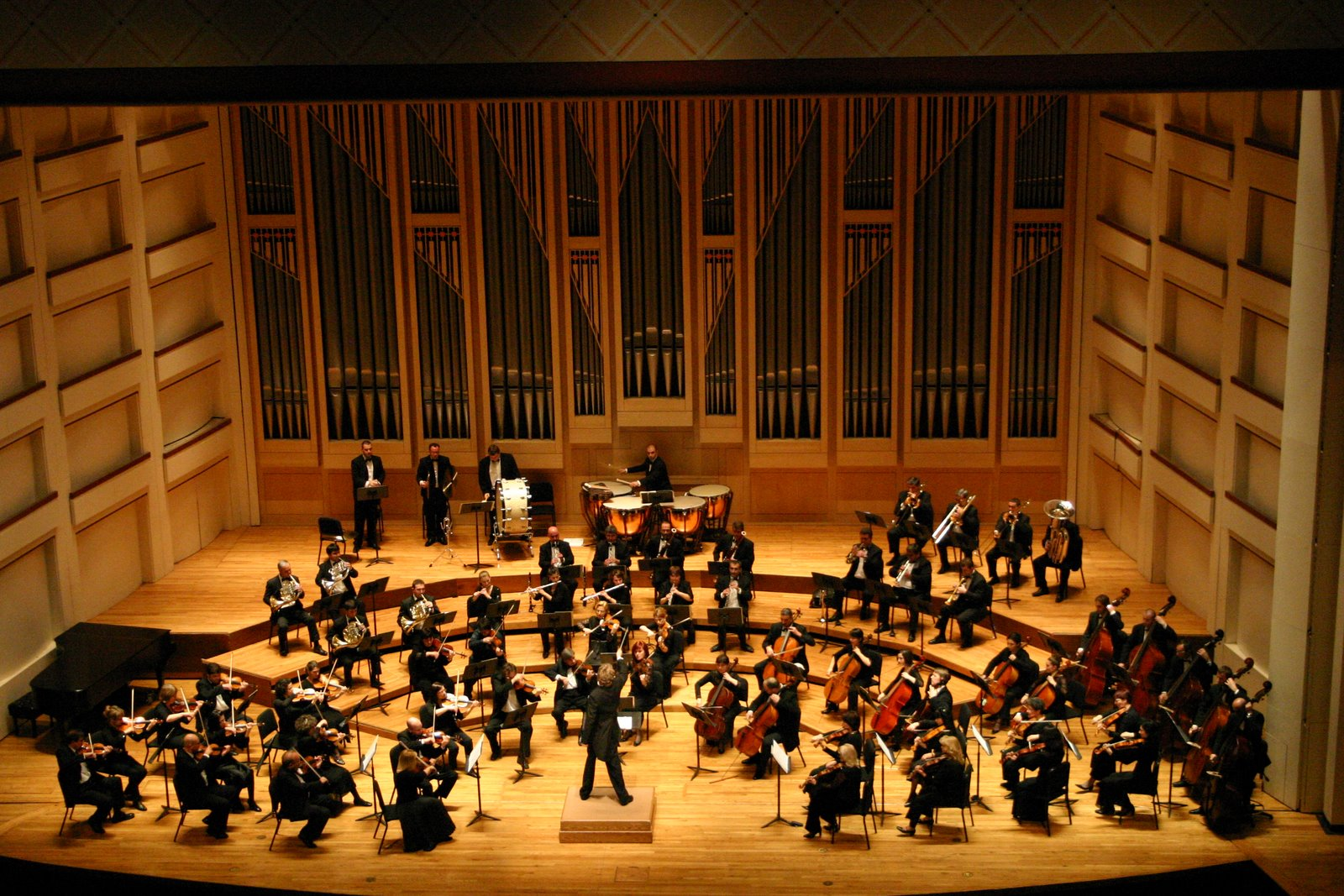
都柏林愛樂樂團

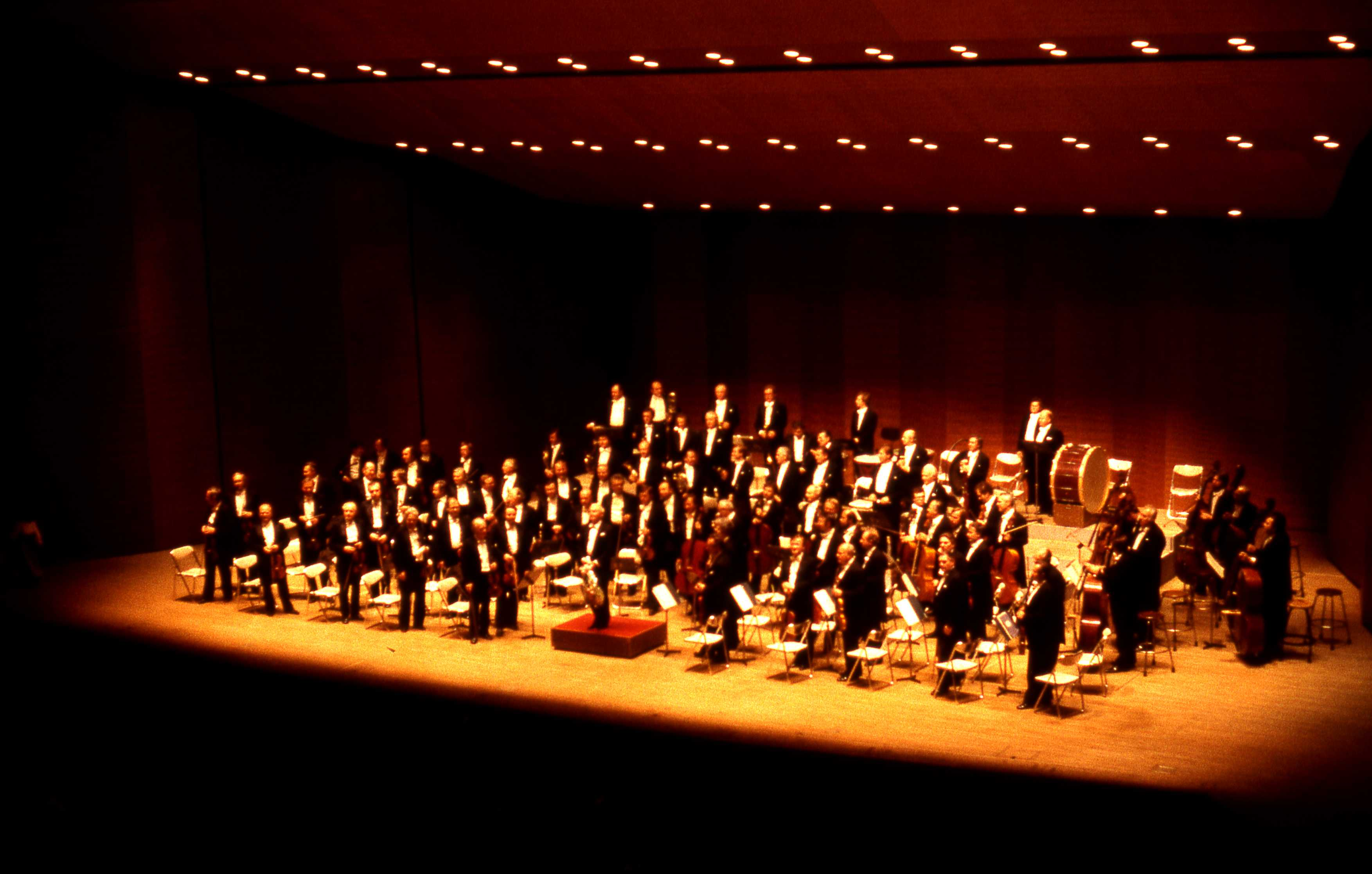
捷克愛樂樂團

管弦樂團（英語：Orchestra）是編制最龐大、最複雜的樂團型態，擁有極為強大且廣泛的音樂表現力。管弦樂團一般演奏古典音樂或為歌劇伴奏，有時也會替流行音樂伴奏；現代不少管弦樂團也常為電影伴奏，製作電影原聲帶。
管弦樂團在演奏時，不是所有的團員都要參與演奏過程；一般根據演奏作品的需要，参加演奏的演奏者數目也不同。大多數管弦樂團尚未擁有全部樂器的演奏家，例如很多樂團没有常態編制的豎琴家，或是薩克斯風樂手、鋼琴家、爵士鼓鼓手等等。因此假如要演奏的作品中有他们不具有的樂器时，他们一般會與獨立音樂家合作，因此樂團人數相當具有彈性。

## 名稱
一个管弦樂團大多有70位以上的演奏家组成，有些甚至有上百位的演奏家。形式比较小的管弦樂團也被称为「室內樂團」，室內樂團的成員數量一般少於30人，在兩者中間還有所謂的「小交響樂團」，主要演奏大於真正室內樂和小於「典型」近代大編制管弦樂曲中間的作品，例如歷史上巴洛克樂派或古典樂派交響曲或大協奏曲，其編制是動用30到50人的中型樂團演出。
一些大型的管弦樂團也被称为「交響樂團」或「愛樂樂團」，兩者的稱謂之間並沒有實質上的區別。有時一个城市中有兩隊管弦樂團時，可以此來區分彼此，例如倫敦的伦敦交响乐团和伦敦爱乐乐团，維也納的维也纳交响乐团和维也纳爱乐乐团等。
據相關研究，以行政部門的年度預算來看，美國年預算在3,400,000美元以上的樂團，稱為超區域級樂團。試以預算多寡羅列如下：
- 超區域級樂團：年預算為3,400,000美元（含以上）
- 區域級樂團：年預算為940,000－3,400,000美元區間
- 都會級樂團：年預算為260,000－940,000美元區間
- 市鎮級樂團：年預算為120,000－260,000美元區間

值得指出的是，在歐、美、亞各洲的交響樂團，多數屬於非營利性質。

## 历史

### 文藝復興時代
15、16世纪意大利的贵族庭院中，常會僱用樂師来为宫廷和舞蹈演奏音乐助興。文藝復興時代後期，随着戏剧，尤其是早期歌剧的出现，愈來愈多的音乐是由一群演奏家组一起合奏的，藉以提升音樂的豐富度，这便是管弦乐团形式演奏的开始。

### 巴洛克時代
17至18世纪的巴洛克時代，教會與貴族所支持乐团拥有当时最優秀的音乐家。隸屬於教會的巴赫幾乎掌握著城市内所有的演奏家资源，而前往英國發展的韓德爾也在王室與歌劇院的的支持下，僱用当时最好的樂手組成樂團，二人各自留下不少為小型樂團而創作的作品。後來，越来越多的贵族开始在乡村建立城堡或宫殿，並僱用一支常驻乐队來凸顯自身品味，甚至還有宮廷御用的樂隊作曲家如海頓來为固定乐队写作大量新樂曲。此外，歌剧這時也日益流行，它最早起源於意大利，之後日爾曼地區也很快接受这种新的艺术形式，德勒斯登、慕尼黑和汉堡相继建造歌剧院，到了17世纪末期時甚至英国和法国歌剧也變得非常兴旺，同時在法国芭蕾舞也開始興起，它們一樣都需要管弦樂團的伴奏，這些發展讓樂團的存在日益穩固。由於可以长时间合作，樂手在这样的合作環境下，得以不断提高樂團的默契與演奏水準。从教會音樂，到小型的宫廷音乐、歌劇的转换，逐漸促成音乐风格的改变。当时曼海姆的乐队是最著名的樂團之一，他们的节奏和动态非常显著，这是過去音乐很少有的。巴洛克時代莊嚴而复杂的对位法，此時渐渐被活潑而清晰的旋律所取代。

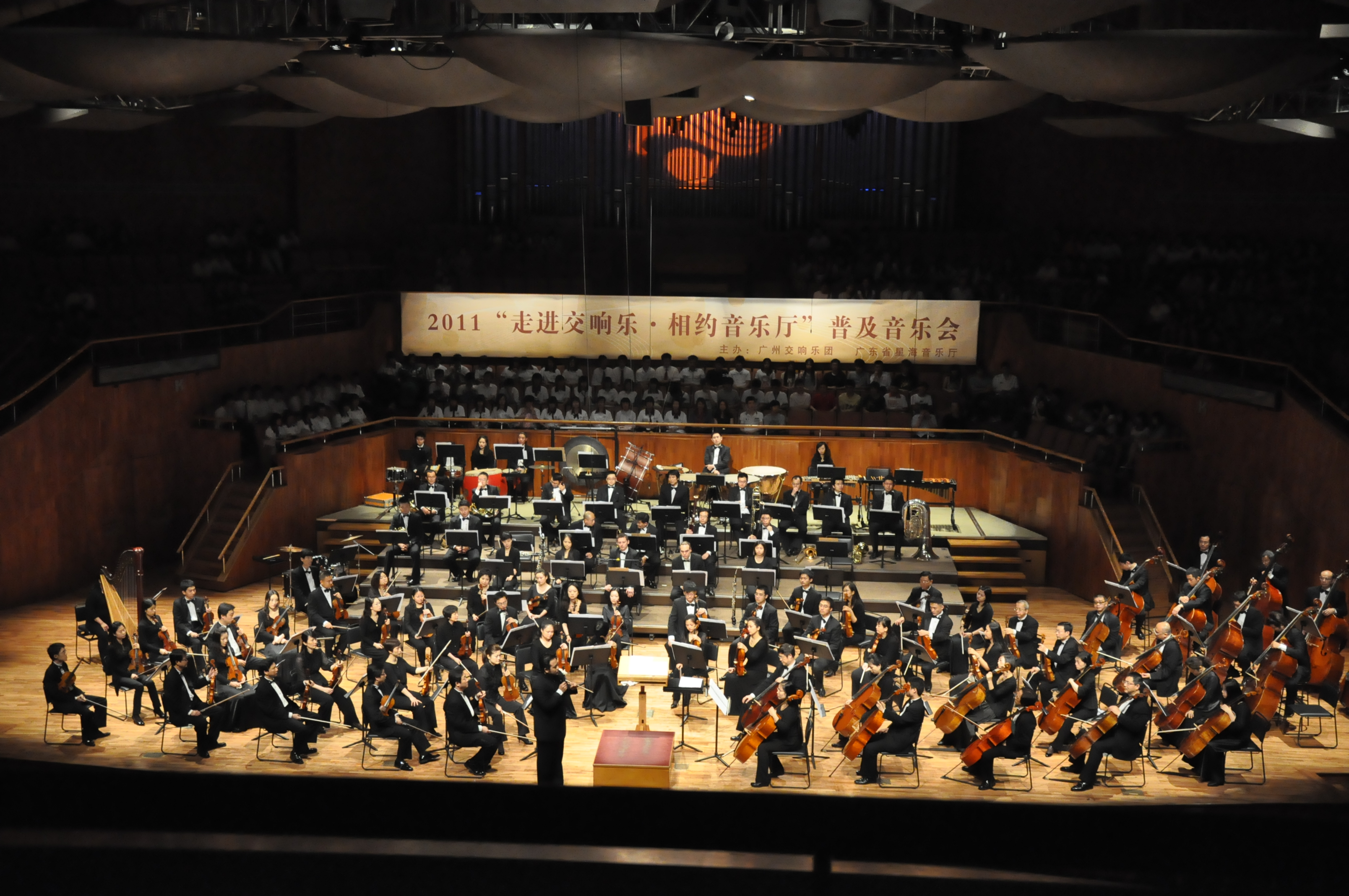
广州交响乐团

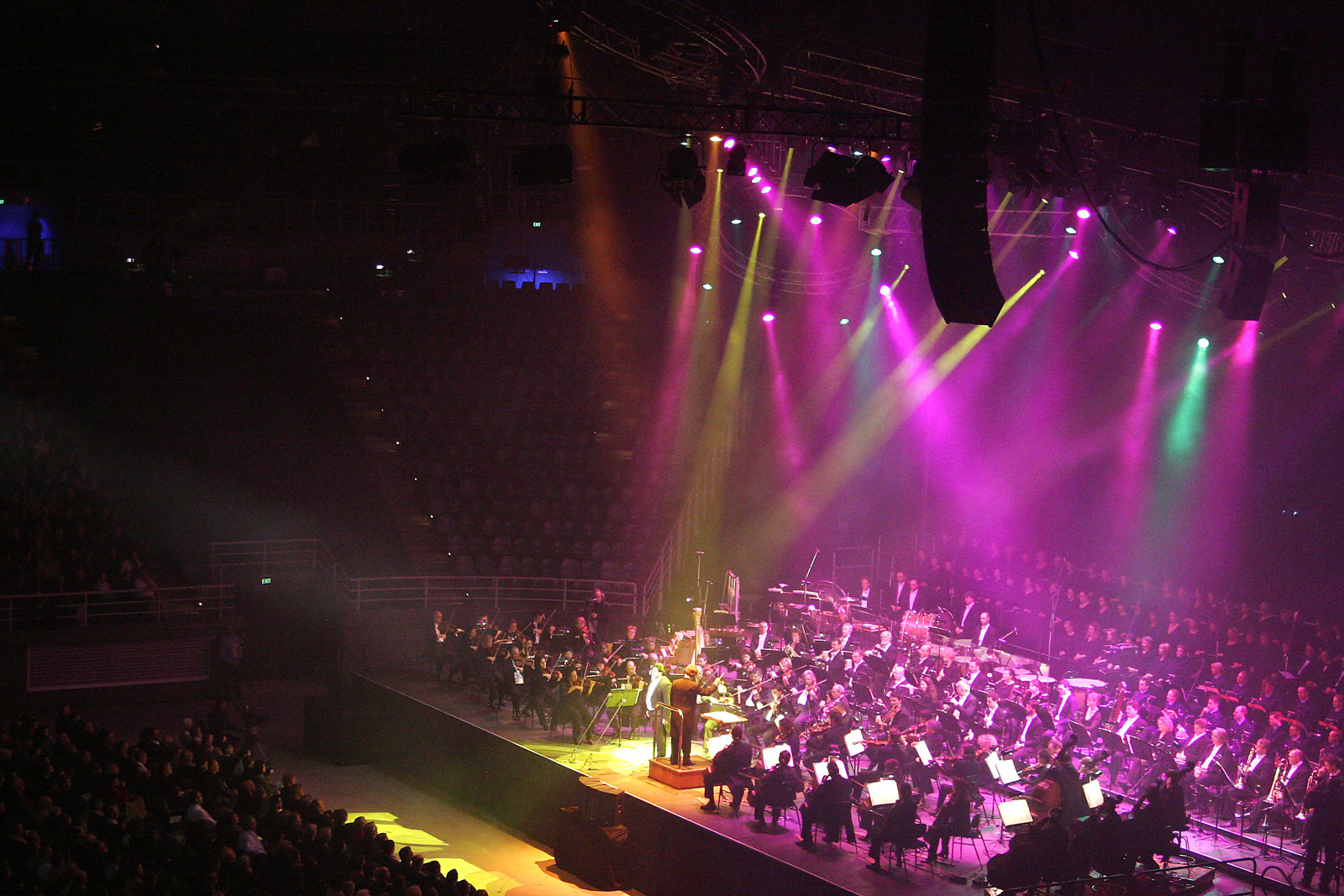
正在戶外演奏的墨尔本交响乐团

### 近代
1781年，萊比錫布商大廈管弦樂團成立，它是由当地商人资助成立的乐团，乃是市民管弦乐团的开始。这种屬於中產市民，而不再隸屬於貴族或教會的乐团在19世纪隨著中產階級崛起，而发展迅速。1842年，著名的纽约爱乐乐团和维也纳爱乐乐团陸續成立；这些乐队的成员可以长期合作，不断改善他们的演出。有很长一段时间，管弦乐团主要是为歌剧院演奏，而不是自己舉行音乐会。19世纪初，随着交响乐等音乐形式的出现，这个情况才漸漸改变。這時，一些技巧出色的巡迴演出演奏家如帕格尼尼，为突出他们的技巧而专门写作協奏曲，並与演出地的管弦樂團一起舉辦音樂會合作表演，也間接提升了管弦樂團的獨立地位。隨著专业管弦乐团的组成，乐器也不断被改善和規格化，木管乐器和铜管乐器日益進化，朝適合大編制合奏型態的方向不斷改良。19世紀中葉法國的作曲家白遼士對於管弦樂法的進步貢獻極大，他深入研究並寫下了第一部有系统分析管弦樂配器的专著。到了19世紀末葉浪漫派的後期，德國的華格納、奧國的馬勒、俄國的林姆斯基-高沙可夫，對管弦樂技法又帶來另一次的提升進化，他們的樂劇、交響曲、管弦樂作品，各自創造了許多先進的管弦樂配器技巧，讓管弦樂團能表現壯闊磅礡的氣勢、豐富絢爛之色彩，至此已具備了日後電影配樂的基本雛形。

### 現代
20世纪初，由於國家、城市或廣播公司的積極支持，管弦樂團的规模、資金和训练，都达到了前所未有的境界，許多大城市都常態性地設有掛著城市名稱之管弦樂團，並定期舉辦音樂會，以作為城市文化品味的重要指標。20世紀的管弦樂團編制遠比19世紀更加宏大，因此可演奏更加氣勢磅礡的管弦樂作品，許多現代作曲家也紛紛挑戰过去所无法演奏的高難度複雜作品，如史特拉汶斯基、奧乃格等人的現代管弦樂作品即是。同时，由於唱片录音技术的发展，使得更多的古典樂迷可以更容易聆聽到世界上第一流管絃樂團的演奏，愛樂者甚至可拿唱片來直接比较两个不同指揮、不同乐团，對於同一首樂曲的演奏優劣。由於唱片錄音會讓每个细小的错误都被记载下来，以及古典音樂愛樂者之間所盛行的「版本比較」風氣，使得各指揮家、管弦樂團的专业都被更加嚴苛要求，演奏水準因而大幅提高。20世紀中葉起，由於好萊塢電影工業的興盛，電影配樂競相以大編制管弦樂團演奏，配樂大師如高史密斯、威廉斯、莫利克奈等人不斷勇於創新，不論在配器手法的繁複瑰麗、樂曲編制的巨大、和弦結構之複雜度，以及配合動作片、科幻片而發展出來的獨特而動感強烈之全新管弦技法，都讓20世紀的管弦樂達到了遠遠超越19世紀古典音樂的另一個新顛峰。
雖然現代管弦樂團規模是朝大編制方向發展，但1920、1930年代由於經濟大蕭條，此後出于经济和艺术上的考虑的小型乐团也重新出现了。另外，一些標榜「古樂」的管弦乐团，也开始专门以仿古的乐器和演奏方法，来演奏19世紀以前的古典音乐。

## 音樂家編制

管弦樂團的樂器配置方式之其中一種

一個典型的管弦樂團，主要由四個樂器群組所構成：
- 弦樂器：小提琴[註 3]、中提琴、大提琴、低音提琴、豎琴
- 木管樂器：短笛、長笛[註 4][註 5]、單簧管[註 6]、雙簧管、英國管、低音管[註 7]、倍低音管[註 8]、低音單簧管
- 銅管樂器：短號、小號[註 9]、長號[註 10]、法國號[註 11]、柔音號、上低音號[註 12]、低音號[註 13]、低音長號、華格納低音號、蘇沙低音號
- 打擊樂器：定音鼓、大鼓、小鼓、鈸、鑼、鐵琴、木琴、鐘琴、管鐘、三角鐵、木魚、鈴鼓、響板、沙鈴、珠鈴、風鈴、牛鈴（英语：Cowbell (instrument)）、雪橇鈴、鋼片琴、鐵砧、水琴（英语：Waterphone）、刮葫、樂鞭、皮鞭、彈音器、鋼琴[註 14]、雷鳴板等（演奏現代曲目時，有時候應樂曲需要，也會加入爵士鼓或拉丁鼓）

管弦樂團又常依管樂的編制，而分為以下數種規模：
- 小型樂團（一管編制）：長笛×1，單簧管×1，雙簧管×1，低音管×1，法國號×2，小號×1
- 中型樂團（二管編制）：長笛×2，單簧管×2，雙簧管×2，低音管×2，法國號×4，小號×2，長號×2，低音號×1[3]
- 大型樂團（三管編制）：長笛×2＋短笛×1，單簧管×2＋低音單簧管×1，雙簧管×2＋英國管×1，低音管×2＋倍低音管×1，法國號×4，小號×3，長號×2＋低音長號×1，低音號×1

管弦樂團的弦樂五部，比例則分別是：
- 小型樂團：第一小提琴×6，第二小提琴×6，中提琴×4，大提琴×3，低音提琴×2。
- 中型樂團：第一小提琴×14，第二小提琴×12，中提琴×10，大提琴×8，低音提琴×6，豎琴×1。
- 大型樂團：第一小提琴×18，第二小提琴×16，中提琴×14，大提琴×12，低音提琴×10，豎琴×2。

但上述的分類只是一個參考，並非絕對。事實上，編曲家常常會依照自己的需要，而對編制進行自由調整。

### 樂團首席
乐器各群组之间和之内，皆有一定之公认等级关系。一般而言，每个乐器组有一个首席演奏家（或独奏家），他在组内有独奏和领导组内其他音乐家的任务。小提琴分两组：第一小提琴和第二小提琴，因此小提琴有两个首席演奏家。第一小提琴的首席演奏家也被称为樂團首席，他不但是弦乐群的首席，也同時是整个管弦樂團的首席，地位只在指揮家之下，並在音樂會演出前帶領樂團進行最後調音；指揮家一般在音樂會結束謝幕之前，都會走下指揮台，向第一小提琴首席主動握手致意，以象徵指揮家對管弦樂團所有團員的謝意。双簧管（有时是长笛）的首席演奏家是整个木管乐器的首席演奏家，而小号的首席演奏家则是整个铜管乐器的首席演奏家；法国号技术上属铜管乐器，但往往同时有铜管和木管乐器的作用。长号的首席演奏家，則是低音樂器的首席演奏家。大多数乐器组还有一个副首席。假如首席缺席的话，便由他们代理首席。

### 指揮
早期的管弦乐团没有指挥家，由小提琴首席或大键琴家擔任起指挥家的作用。而现代的管弦樂團在演奏时，一般都需要一位指挥家來擔任指挥工作。例外是一些規模較小的室内乐团，尤其专门演奏巴洛克音乐的乐团，則常常不用指挥家。不同的指揮家，對同一份總譜常會有不同的解讀，因而形成同一首樂曲會因指揮家的不同而有不同之演奏詮釋。在音樂會或錄音前，指揮家會與樂團一同反覆排練，在這過程中將自己對樂曲的解釋與要求，傳達給團員。
與固定一位指揮家（常任指揮，或音樂總監）合作之管絃樂團，常會形成該樂團所特有之音色特質。理論上來說，此人既要善於訓練樂隊，自身也必須有足夠的曲目庫以應付樂季需求，最好還能夠開發罕演的節目，或者對當代、當地作品與音樂家展現堅定的支持。不過，出於商業考量，近來能長期與同一團體合作的指揮家，也日見稀少。近代音樂歷史上，費城、聖彼得堡兩支團體，是長期任職指揮者的少見例子。
在固定指揮之外，樂團也會聘請客席指揮者，有時是填補常任者因故無法演出的場次，有時則是出於藝術上的考慮。

## 行政部門
- 行政部門
  - 行政總監
- 董事會

## 部分著名團體
2008年12月，英國《留聲機》雜誌邀集11位音樂評論人進行票選，劃定了全球「廿強」的管弦樂團，分別是：
1. 阿姆斯特丹大會堂管弦樂團（時任總監／首席指揮：马里斯·扬颂斯）
2. 柏林爱乐乐团（西蒙·拉特尔）
3. 维也纳爱乐乐团
4. 伦敦交响乐团（瓦列里·格吉耶夫）
5. 芝加哥交响乐团（里卡多·穆蒂）
6. 巴伐利亞廣播交響樂團（马里斯·扬颂斯）
7. 克利夫兰管弦乐团（弗朗兹·威尔瑟-莫斯特）
8. 洛杉矶爱乐乐团（埃萨-佩卡·萨洛宁）
9. 布达佩斯节日管弦乐团（费舍尔·伊万）
10. 德累斯顿国家管弦乐团（法比奧·路易斯（英语：Fabio Luisi））
11. 波士顿交响乐团（詹姆斯·莱文）
12. 纽约爱乐乐团（洛林·马泽尔）
13. 舊金山交響樂團（邁可·提爾森·湯瑪斯）
14. 马林斯基剧院交响乐团（瓦列里·格吉耶夫）
15. 俄羅斯國家管弦樂團（米哈伊爾·普雷特涅夫）
16. 聖彼得堡愛樂樂團（尤里·捷米爾卡諾夫）
17. 萊比錫布商大廈管弦樂團（里卡多·夏伊）
18. 紐約大都會歌劇院樂團（詹姆斯·莱文）
19. 齋藤紀念管弦樂團（小泽征尔）
20. 捷克爱乐乐团（伊利亞胡·殷巴爾）

## 其它

### 演奏之樂曲
一般而言，只要以管弦樂團所演奏的音樂，基本上都屬於管弦樂範疇，包含交響曲、交響詩、協奏曲、序曲、前奏曲、間奏曲，以及以管弦樂型態創作之芭蕾或歌劇音樂、電影配樂等等。但習慣上，只要編曲者以交響曲、協奏曲、電影配樂之名義發表時，便優先稱作交響曲、協奏曲、電影配樂。當作曲家沒有註明上述特殊類型之時，一般便稱統稱為管弦樂作品或管弦樂曲。通常交響詩和序曲等，都直接歸類於管弦樂作品下。

### 管弦樂團研究
近年，音樂學領域對歷史相對悠久之管弦樂團開始有系統化的論述，對樂團創立時之社會背景、歷史沿革，以及其組織架構、營運方式等層面，乃至於選擇的曲目、演出者、詮釋風格與樂團定位，甚至是樂團旁屬的紙本、數位出版品等，皆有涉略。